# غيورغ ميلبرادت
غيورغ ميلبرادت (بالألمانية: Georg Milbradt)‏ (و. 1945  م) هو سياسي، واقتصادي، وأستاذ جامعي ألماني، ولد في Eslohe ‏، هو عضوٌ في الاتحاد الديمقراطي المسيحي، شارك في الانتخابات الرئاسية الألمانية 2012، والانتخابات الرئاسية الألمانية 2010، والانتخابات الرئاسية الألمانية 2004، والانتخابات الرئاسية الألمانية 2009، والانتخابات الرئاسية الألمانية 2017.

## مناصب
تولى منصب
- رئيس وزراء ساكسونيا  [لغات أخرى]‏18 أبريل 2002–27 مايو 2008[4]
- عضو مجلس الشورى الموحد من ولاية سكسونيا ‏

.

## التعليم
تعلم في جامعة مونستر
.

## جوائز
حصل على جوائز منها:
- وسام الصليب الأكبر من رتبة استحقاق من جمهورية ألمانيا الاتحادية
- الصليب الأعظم لوسام الشرف للخدمات المقدمة لجمهورية النمسا